# Hydroides ezoensis
Hydroides ezoensis är en ringmaskart som beskrevs av Toru Okuda 1934. Hydroides ezoensis ingår i släktet Hydroides och familjen Serpulidae. Arten har ej påträffats i Sverige. Inga underarter finns listade i Catalogue of Life.